# Bambi Elinsdotter Oskarsson
Bambi Elinsdotter Oskarsson född 29 juli 1948 i Norrtälje, är en svensk jazzmusiker, kåsör, radiopratare och idrottare. 
Bambi Elinsdotter Oskarsson växte upp i Sundsvall och läste vidare i Umeå och Göteborg. Hon har sedan barndomen sjungit i olika sammanhang och var i tonåren med i Kjell Lönnås och Rolf Petterssons kör i Sundsvall. 1970 solodebuterade hon som sångerska på KrogenKrogen i Umeå och har därefter framträtt framför allt i Sverige, men även i ett flertal andra länder. Hon har även arrangerat egna jazzshower i Sydspanien med bland andra Clas Crona och Gunnar "Ankan" Ahlmstedt. 
Hon sommarpratade 1988 och blev av lyssnarna vald till den sommarens populäraste kvinnliga sommarpratare. Hon var populär kåsör i Sveriges Radio P4 åren 1988 till 1993. Från 2008 har hon programmen "Till dina öron", ett program med profan musik, intervjuer och olika teman, samt programmet "Från mitt hjärta", ett program med andligt musik och intervjuer, i Kustradion, en svensk radiostation i Sydspanien. Detta under åren 2012-2021, där det hann bli ca 400 program. Hon har kåserat i ett antal olika tidningar både lokalt och på riksplanet. 
Hon mottog maj 1993 Melodianternas kulturpris "För bevarandet av den litterära kabarén i Sverige"  Maj 2013 mottog hon Svenska Lions Livskvalitepris.
Oskarsson var 1988 till 1993 svensk mästarinna inom handikappidrotten trackracing, med sammanlagt 22 SM-guld och ett flertal rekord. Hon var tvungen sluta 1994 efter en skada. Efter 2,5 års rehabilitering började hon med skytte och placerade sig högt upp i Svenska skytteserien samt tog silvermedalj i SM. 
Hon var den första kvinnan i världen, med den typen av handikapp, som juni 1989 gjorde ett tandemhopp från 4000 meters höjd.